# Delphia Welford
Delphia Welford (Okolona, 9 settembre 1875 – Humboldt, 14 novembre 1992) è stata una supercentenaria statunitense.
 Fu la seconda persona ad aver raggiunto con certezza i 117 anni di età, dopo la francese Jeanne Calment, che aveva compiuto 117 anni solo 7 mesi prima. Delphia Welford fu inoltre la persona più longeva della storia degli Stati Uniti fino al 1997, con il superamento della sua età finale ad opera di Sarah Knauss. Delphia Welford è la persona più anziana di sempre a non essere mai stata decana dell'umanità nel corso della propria vita.
Attualmente occupa l'undicesimo posto delle persone più longeve della storia la cui età sia stata ufficialmente confermata da almeno un'associazione di ricerca gerontologica ed è una delle 12 persone che nella storia dell'umanità hanno raggiunto con certezza i 117 anni.

## Biografia
Di etnia afroamericana, nacque il 9 settembre 1875 a Okolona, nello Stato del Mississippi da Richard e Heddie Welford; da piccola si trasferì con la famiglia a Humboldt, nel Tennessee; sul finire degli anni 1890 ebbe un figlio, Leo Mathis. Delphia Welford non si sposò mai e rimase a vivere a Humboldt fino alla propria morte.

## Traguardi di longevità
Il 7 luglio 1990, alla morte di Easter Wiggins, l'allora 114enne Delphia Welford divenne la persona vivente più longeva degli Stati Uniti; il 16 ottobre 1991, all'età di 116 anni e 37 giorni, superò inoltre l'età raggiunta da Easter Wiggins, diventando la persona statunitense più longeva di sempre e mantenendo questo primato fino al 1997, quando un nuovo record venne stabilito da Sarah Knauss.
Alla sua morte, avvenuta il 14 novembre 1992 all'età di 117 anni e 66 giorni, la Welford risultava la seconda persona più longeva di sempre, superata solo da Jeanne Calment, nata nel suo stesso anno (il 1875) ma a febbraio; la Calment divenne poi la persona più longeva della storia dell'umanità, primato che tuttora le appartiene, con i suoi 122 anni e 164 giorni di esistenza.

## Controversie sull'età
Delphia Welford affermava di essere nata il 9 settembre 1881; dal 2016 all'aprile 2023 sono state condotte ricerche dal Gerontology Research Group sui suoi documenti anagrafici, volte a determinare quale fosse la reale data di nascita della donna. L'analisi dei documenti ha permesso di confermare che l'effettiva data di nascita sia il 9 settembre 1875, così l'età riconosciuta alla Welford passò dai 111 anni stabiliti inizialmente ai 117 anni e 66 giorni, a seguito del ricalcolo. Ciò le permette di essere l'undicesima persona verificata più longeva di sempre e la seconda statunitense più longeva di sempre.